# Тура (строительная)
Вышка-тура (строительная тура) — передвижная сборно-разборная металлоконструкция башенного типа (башенные строительные леса), применяемая для работ на высоте. Строительные вышки-туры, как правило, имеют колеса с опорными винтами и отличаются большой степенью нагрузки, которую они могут выдержать. Преимущество этих конструкций заключается в мобильности и относительно легкой массой, поэтому их легко передвигать с места на место.

## Общее описание
Строительные туры (вышки-туры) используются для работ на высотах, где применение классических лестниц или стремянок опасно и в случаях, когда строительные материалы и инструмент необходимо разместить непосредственно в зоне работ.
Эти конструкции применяются в очень многих сферах, то есть везде где необходим доступ на высоту — монтаж, электромонтаж, строительные, ремонтные, фасадные работы. Используется на съемочных площадках, для замены ламп, киносъемки и установке осветительного оборудования, обслуживания станков, авиастроения, вагоностроения, кораблестроения. В зависимости от условий эксплуатации в производстве используют разные материалы для изготовление вышек-тур: сталь, алюминий, стекловолокно.

## Технические характеристики
Основные технические характеристики вышек-тур: грузоподъёмность, общая высота, высота установки рабочей площадки, габаритные размеры рабочей площадки.
Грузоподъемность: От 150 до 250 кг/м2.
Высота использования: от 3 до 21,8 м рабочей высоты (рабочая высота — точка доступа на которой проводятся работы).
Габаритные размеры: ширина и длина площадки зависит от требования к рабочей высоте и нагрузке. Ширина настила может быть от 0,5 до 2,0 м, а длина настила от 1,5 до 3,0 м.

## Конструкция
Классическая конструкция строительной туры предполагает наличие передвижного основания с настилом для размещения балласта, нескольких одинаковых промежуточных секций размещенных одна на другой, рабочих площадок (одной, реже — нескольких) и ограждения.
Туры значительной высоты (как правило, более 5м) комплектуются стабилизаторами — специальными упорами на все стороны. Современные туры оснащены винтовыми опорами — домкратами. Это позволяет устанавливать их на наклонной поверхности.

## Монтаж и демонтаж
Современные строительные туры как правило легко собираются и разбираются: для этого не требуется специальный инструмент или квалифицированные рабочие. Монтаж вышки-туры высоты 4-5м занимает от 15 до 20 минут и может быть осуществлён одним человеком.

## Применение
Основная область применения тур — в строительстве при выполнении строительно-монтажных работ, отделочных работ. Однако они часто применяются на съёмочных площадках — для установки осветительного оборудования, на агропредприятиях — для сбора урожая, на спортивных соревнованиях — как судейские вышки и т. д.